# Olympische Sommerspiele 1972/Radsport – Mannschaftsverfolgung Bahn (Männer)
Die Mannschaftsverfolgung im Bahnradsport der Männer über 4000 Meter bei den Olympischen Spielen 1972 wurde vom 2. bis 4. September ausgetragen.

## Ergebnisse

### Qualifikation
| Rang | Nation              | Athleten                                                               | Zeit (min) |
| ---- | ------------------- | ---------------------------------------------------------------------- | ---------- |
| 1    | BR Deutschland      | Jürgen Colombo Günter Haritz Udo Hempel Günther Schumacher             | 4:23,54    |
| 2    | DDR                 | Thomas Huschke Heinz Richter Herbert Richter Uwe Unterwalder           | 4:25,48    |
| 3    | Sowjetunion         | Wiktor Bikow Wladimir Kusnezow Anatoli Stepanenko Alexander Judin      | 4:26,53    |
| 4    | Niederlande         | Ad Dekkers Gerard Kamper Herman Ponsteen Roy Schuiten                  | 4:27,30    |
| 5    | Großbritannien      | Michael Bennett Ian Hallam Ronald Keeble William Moore                 | 4:28,92    |
| 6    | Polen               | Paweł Kaczorowski Janusz Kierzkowski Mieczysław Nowicki Jerzy Głowacki | 4:29,00    |
| 7    | Schweiz             | Martin Steger Xaver Kurmann René Savary Christian Brunner              | 4:30,56    |
| 8    | Bulgarien           | Nikifor Petrow Plamen Timtschew Dimo Angelow Tontschew Iwan Zwetkow    | 4:31,43    |
| 9    | Italien             | Pietro Algeri Giacomo Bazzan Giorgio Morbiato Luciano Borgognoni       | 4:31,64    |
| 10   | Australien          | Steele Bishop Danny Clark Remo Sansonetti Philip Sawyer                | 4:31,85    |
| 11   | Tschechoslowakei    | Zdeněk Dohnal Jiří Mikšík Anton Tkáč Milan Zyka                        | 4:33,39    |
| 12   | Belgien             | Léon Daelemans Roger De Beukelaer Alex Van Linden Wilfried Wesemael    | 4:34,26    |
| 13   | Dänemark            | Gunnar Asmussen Svend Erik Bjerg Reno Olsen Bent Pedersen              | 4:34,78    |
| 14   | Neuseeland          | Paul Brydon Neil Lyster John Dean Blair Stockwell                      | 4:35,11    |
| 15   | Frankreich          | Bernard Bocquet Jacques Bossis Michel Zuccarelli Jean-Jacques Fussien  | 4:35,48    |
| 16   | Argentinien         | Carlos Miguel Álvarez Raúl Gómez Raúl Halket Ismael Torres             | 4:37,89    |
| 17   | Vereinigte Staaten  | David Chauner John Vande Velde David Mulica Jim Ochowicz               | 4:38,19    |
| 18   | Kuba                | Aldo Arencibia Roberto Heredero Roberto Menéndez Raúl Marcelo Vázquez  | 4:44,43    |
| 19   | Kanada              | Jocelyn Lovell Brian Keast Ron Hayman Ed McRae                         | 4:48,90    |
| 20   | Trinidad und Tobago | Patrick Gellineau Clive Saney Anthony Sellier Vernon Stauble           | 4:56,59    |
| 21   | Jamaika             | Radcliffe Lawrence Howard Fenton Maurice Hugh-Sam Michael Lecky        | 4:59,28    |
| 22   | Iran                | Khosro Haghgosha Mohamed Khodavand Gholam Hossein Koohi Behrouz Rahbar | 5:10,80    |

### Viertelfinale

#### Viertelfinale 1
| Rang | Nation         | Athleten                                               | Zeit (min) |
| ---- | -------------- | ------------------------------------------------------ | ---------- |
| 1    | Großbritannien | Michael Bennett Ian Hallam Ronald Keeble William Moore | 4:25,23    |
| 2    | Niederlande    | Ad Dekkers Gerard Kamper Herman Ponsteen Roy Schuiten  | 4:26,11    |

#### Viertelfinale 2
| Rang | Nation      | Athleten                                                                   | Zeit (min) |
| ---- | ----------- | -------------------------------------------------------------------------- | ---------- |
| 1    | Polen       | Bernard Kręczyński Paweł Kaczorowski Janusz Kierzkowski Mieczysław Nowicki | 4:25,72    |
| 2    | Sowjetunion | Wiktor Bikow Wladimir Kusnezow Anatoli Stepanenko Alexander Judin          | 4:26,75    |

#### Viertelfinale 3
| Rang | Nation  | Athleten                                                     | Zeit (min) |
| ---- | ------- | ------------------------------------------------------------ | ---------- |
| 1    | DDR     | Thomas Huschke Heinz Richter Herbert Richter Uwe Unterwalder | 4:23,26    |
| 2    | Schweiz | Martin Steger Xaver Kurmann René Savary Christian Brunner    | 4:26,44    |

#### Viertelfinale 4
| Rang | Nation         | Athleten                                                            | Zeit (min) |
| ---- | -------------- | ------------------------------------------------------------------- | ---------- |
| 1    | BR Deutschland | Jürgen Colombo Günter Haritz Udo Hempel Günther Schumacher          | 4:24,49    |
| 2    | Bulgarien      | Nikifor Petrow Plamen Timtschew Dimo Angelow Tontschew Iwan Zwetkow | 4:31,55    |

### Halbfinale

#### Halbfinale 1
| Rang | Nation         | Athleten                                                     | Zeit (min)  |
| ---- | -------------- | ------------------------------------------------------------ | ----------- |
| 1    | BR Deutschland | Jürgen Colombo Günter Haritz Günther Schumacher Peter Vonhof | –           |
| 2    | Großbritannien | Michael Bennett Ian Hallam Ronald Keeble William Moore       | Überrundung |

#### Halbfinale 2
| Rang | Nation | Athleten                                                                   | Zeit (min) |
| ---- | ------ | -------------------------------------------------------------------------- | ---------- |
| 1    | DDR    | Thomas Huschke Heinz Richter Herbert Richter Uwe Unterwalder               | 4:23,14    |
| 2    | Polen  | Bernard Kręczyński Paweł Kaczorowski Janusz Kierzkowski Mieczysław Nowicki | 4:26,39    |

### Finalrunde

#### Duell um Bronze
| Rang | Nation         | Athleten                                                                   | Zeit (min) |
| ---- | -------------- | -------------------------------------------------------------------------- | ---------- |
| 3    | Großbritannien | Michael Bennett Ian Hallam Ronald Keeble William Moore                     | 4:23,78    |
| 4    | Polen          | Bernard Kręczyński Paweł Kaczorowski Janusz Kierzkowski Mieczysław Nowicki | 4:26,06    |

#### Finale
| Rang | Nation         | Athleten                                                     | Zeit (min) |
| ---- | -------------- | ------------------------------------------------------------ | ---------- |
| 1    | BR Deutschland | Jürgen Colombo Günter Haritz Udo Hempel Günther Schumacher   | 4:22,14    |
| 2    | DDR            | Thomas Huschke Heinz Richter Herbert Richter Uwe Unterwalder | 4:25,25    |